# 424
Évszázadok: 4. század – 5. század – 6. század
Évtizedek: 370-es évek – 380-as évek – 390-es évek – 400-as évek – 410-es évek – 420-as évek – 430-as évek – 440-es évek – 450-es évek – 460-as évek – 470-es évek
Évek: 419 – 420 – 421 – 422 –  423 – 424 – 425 – 426 – 427 – 428 – 429

## Események

### Nyugat- és Keletrómai Birodalom
- Flavius Castinust (nyugaton) és Flavius Victort (keleten) választják consulnak.
- II. Theodosius keletrómai császár eljegyzi 2 éves lányát, Licinia Eudoxiát 5 éves unokatestvérével, III. Valentinianusszal, akit a nyugatrómai trónra szán. Hadvezére, Ardaburius jelentős sereggel megindul Itália felé és Aquileiában rendezi be a bázisát.
- A trónbitorló Ioannes nyugatrómai császár hadvezérét, Flavius Aetiust elküldi a hunokhoz, hogy szerezzen segítséget Ardaburius ellen.

### Kína
- A Liu Szung dinasztia főtisztviselői aggódnak, mert a 18 éves Sao császár elhanyagolja kötelességeit, mulatozással és játékokkal tölti az idejét. Megszervezik a fiatal császár leváltását és öccsét, Liu Ji-lungot emelik a trónra, aki a Ven uralkodói nevet veszi fel. Saót vidékre száműzik, de egy hónappal később orgyilkost küldenek utána. Sao először elmenekül, de üldözői utolérik és meggyilkolják.

## Halálozások
- Szung Sao-ti, kínai császár
- Szent Benjámin, perzsiai keresztény mártír

## Fordítás
- Ez a szócikk részben vagy egészben  a(z)   424 című angol Wikipédia-szócikk ezen változatának fordításán alapul.  Az eredeti cikk szerkesztőit annak laptörténete sorolja fel. Ez a jelzés csupán a megfogalmazás eredetét és a szerzői jogokat jelzi, nem szolgál a cikkben szereplő információk forrásmegjelöléseként.